# Zmienik pokrzywiak
Zmienik pokrzywiak (Lygocoris pabulinus) – gatunek pluskwiaka z rodziny tasznikowatych i podrodziny Mirinae.
Ciało długości od 5 do 6,5 mm, zielone z jasnobrązowymi, bardzo delikatnymi kolcami na goleniach.
Znany z Nearktyki, krainy orientalnej i Palearktyki, w tym większości krajów Europy (także Polski).